# Independencia funcional
En Derecho Administrativo, se conoce como independencia funcional a una forma debilitada de jerarquía en virtud de la cual los órganos administrativos están integrados en la estructura jerárquica de la Administración, pero se les garantiza la independencia en el ejercicio de sus funciones.